# TV 책을 말하다
TV 책을 말하다는 KBS 1TV에서 방송된 책 전문 텔레비전 프로그램이다.

## 방송 시간
| 방송 채널 | 방송 기간 | 방송 시간 |
| --------- | --------- | --------- |